# 計屋圭宏
計屋 圭宏（はかりや けいこう、1945年1月15日 - 2022年4月19日）は、日本の政治家。元衆議院議員（1期）。

## 経歴
東京都立港工業高等学校卒業後神奈川大学経済学部に進学し後に卒業し、神奈川大学大学院経営学研究科博士前期課程国際経営専攻を修了した。
1983年、神奈川県議会議員港北区選挙区で民社党公認で初出馬は落選し1987年再び民社党公認で出馬し初当選。1991年民社党現職として再選し数カ月後に離党し保守系無所属一人会派「自由県政クラブ」設立。2期目途中の1993年には、第40回衆議院議員総選挙に新生党公認で旧神奈川1区から立候補するが民社党新人の山田智信と共倒れで落選、翌1994年1月新生党横浜市連設立で副会長就任し同年12月新進党結党参加も除名され1996年の第41回衆議院議員総選挙では無所属で神奈川7区から出馬し供託金没収の大惨敗、2000年の第42回衆議院議員総選挙では民主党公認で神奈川14区から立候補するが、いずれも落選する。2003年11月9日の第43回衆議院議員総選挙に神奈川10区から出馬し、自由民主党の田中和徳に敗れるが比例南関東ブロックで復活し初当選し民社協会加入。
2005年9月11日の第44回衆議院議員総選挙では田中に大差で敗れ、比例復活もならず落選した。同年10月25日に神奈川県警に取調べを受け、その後民主党を離党し民社協会を脱退した。公職選挙法違反の罪で逮捕され、横浜地裁からは懲役1年2ヶ月・執行猶予5年の有罪判決を受けた。
その後は経営者となり、エーエフマネジメント株式会社の代表取締役、会長を務めていた。